# 遺產承辦處
遺產承辦處，是香港高等法院的其中一個收發處，專門協助司法常務官處理有關遺產承辦的申請。

## 概述
如果死者死後於香港留下遺產需要管理，按照香港法例，要先向高等法院取得授予書（俗稱承辦紙，是一項法庭命令，授權一至四名人士依法管理死者的遺產）。
根據《遺囑認證及遺產管理條例》（香港法例第10A章），高等法院獲授發出授予書的權力，由高等法院司法常務官在處理無爭議的申請時行使，並在司法機構內設立遺產承辦處，以協助他處理申請和提出查詢，以確使授予書發給法律規定的人士；並協助他執行其他法定職能，包括遺產管理官的工作。

## 工作及功能
遺產承辦處的工作及功能大致上圍繞處理遺產承辦的申請，其服務範圍及職能概括如下：
- 處理授予書的申請和解答一般程序的查詢
- 授予書發出後，承辦人到遺產承辦處領取
- 處理承辦人修改授予書（如有需要）的申請
- 處理以簡易方式管理遺產的申請（遺產總額少於港幣15萬元）
- 協助遺產管理官處理無主財物（bona vacantia）
- 處理遺囑認證訴訟及遺產管理訴訟文件的存檔
- 處理有關知會備忘及其相關文件的存檔

## 遺產管理官
根據《遺囑認證及遺產管理條例》（香港法例第10章），高等法院司法常務官是當然官守遺產管理官。而現任的高等法院司法常務官（遺產管理官）為鄺卓宏先生。

## 簡易方式管理遺產
如果遺產是由手頭現金、死者個人賬戶的銀行存款及／或強積金組成，且合共數額不超過150,000元，遺產管理官會在合適的情況下（例如死者並無欠債、無人就死者遺產提出爭議等），以簡易方式管理遺產，協助遺產受益人從遺產中獲得金錢，而無需申領授予書。